# Upplands Motor
Upplands Motor var fram till början av 2021 ett familjeägt bolag med cirka 800 anställda och åtta anläggningar, belägna i Uppsala, Arlandastad, Tierp, Södertälje, Danderyd, Hammarby Sjöstad samt två anläggningar i Kista.
Under 2021 blev Upplands Motor en del av Volvo Cars med bakgrund av att Volvo Cars förvärvade företaget. Namnbytet var även en del av en planerad sammanslagning med företaget Bra Bil. I ett pressmeddelande säger Kent Jonsson, VD på Upplands Motor att: ”Vår resa tillsammans med Volvo Cars, Bra Bil, kunder och medansvariga har precis börjat och vi ser fram emot att fortsätta resan även under nytt namn. Vi ska fortsätta att sätta människan och service i centrum och gör vårt yttersta för att leverera framtidens kundupplevelse”.
Upplands Motor var tidigare en svensk återförsäljare av personbilar från Volvo, Renault, Dacia, Ford,  Mercedes-Benz, lätta transportbilar från Dacia, Ford, Renault och Mercedes-Benz, samt lastbilar från Mercedes-Benz. Upplands Motor drev fram till Volvo Cars övertagande även plåtverkstäder, mekaniska verkstäder och däckverkstäder med tillhörande däckhotell. 
Bolaget grundades i Uppsala redan 1964 av Ernst Holmgren, Kurt Winberg och Thor-Olle Wilson. Volvoagenturen i Norrtälje togs över 1968, verksamhet i Märsta startades 1971 och under 1975 förvärvas Volvoagenturer i Enköping, Bålsta och Kungsängen. Under 1985 övertas Volvo- och Renaultagenturerna i Upplands Väsby och Vallentuna.
Under 1989 köptes bolaget upp av kända bilhandlarprofilen Anders Lindström. Kindwalls Fordverkstad i Hammarby Sjöstad förvärvas 2011 och året därpå etablerar Upplands Motor Sveriges första Volvo stand-alone-anläggning med både verkstad och försäljning i Hammarby Sjöstad. Under 2017 förvärvades Mercedes-Benz anläggningar i Södertälje, Danderyd och Kista.
2018 omsatte koncernen drygt 5 miljarder kronor.